# Schloss Schramberg

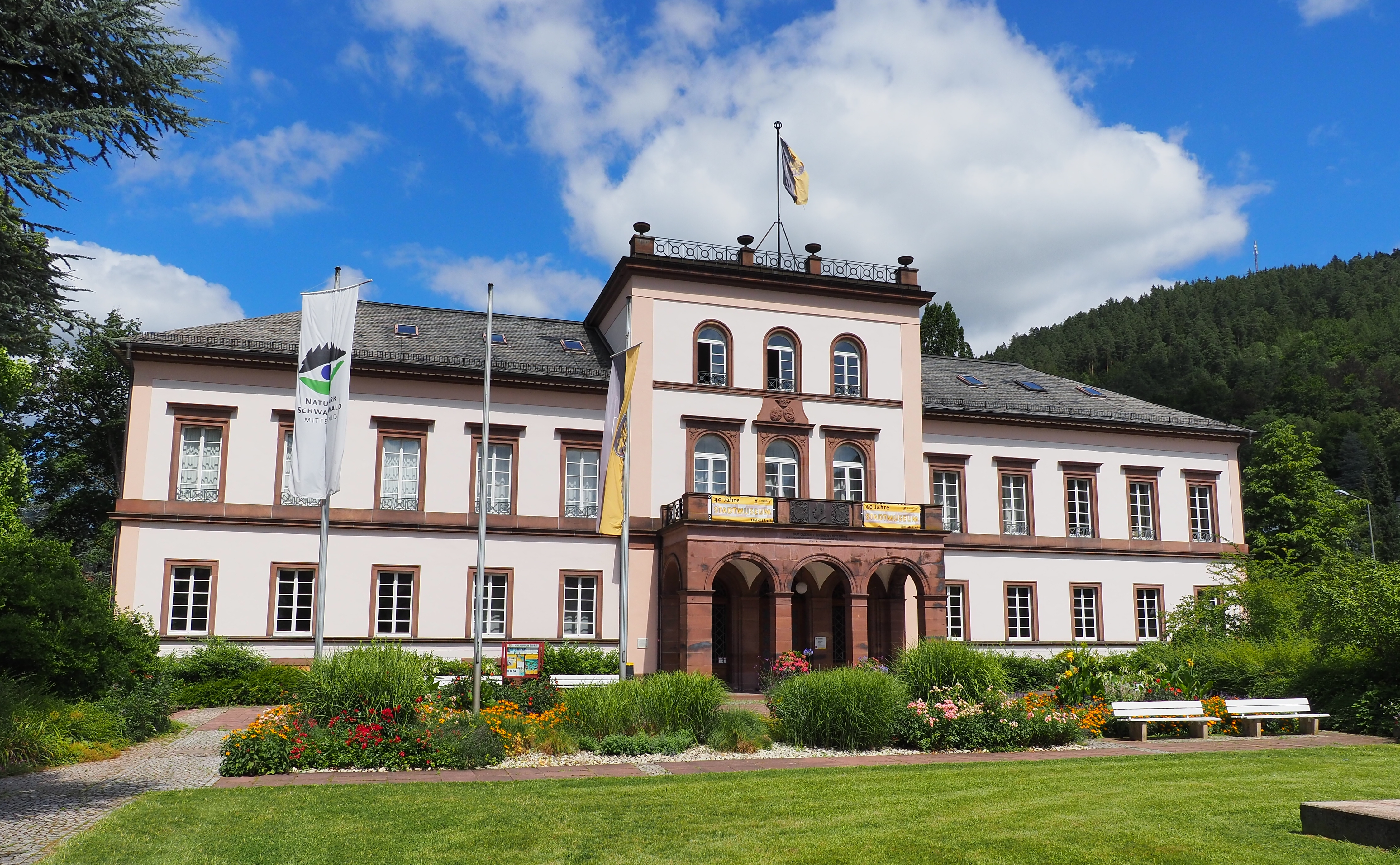
Schloss Schramberg

Schloss Schramberg ist ein klassizistisches, zweistöckiges Stadtpalais an der Bahnhofstraße 1 in Schramberg im Landkreis Rottweil. Es ist heute im Besitz der Stadt Schramberg und beherbergt das Stadtmuseum.

## Geschichte
Das Stadtschloss wurde 1840 von Adam Friedrich Groß erbaut und ist seit 1923 in Stadtbesitz. Es war gräfliches Schloss der von Bissingen-Nippenburg.